# Myoxopsylla jordani
Myoxopsylla jordani är en loppart som beskrevs av Ioff et Argyropulo 1934. Myoxopsylla jordani ingår i släktet Myoxopsylla och familjen fågelloppor. Inga underarter finns listade i Catalogue of Life.